# Sân bay Kayes
Sân bay Kayes (IATA: KYS, ICAO: GAKD) là một sân bay ở thành phố Kayes, Mali.

## Hãng hàng không và điểm đến
| Hãng hàng không | Các điểm đến |
| --------------- | ------------ |
| Sky Mali        | Bamako       |